# محمد صقر (لاجئ عراقي)
محمد صقر (ولد عام 1976 في النجف) هو لاجئ عراقي أحتجز في جزيرة مانوس وناورو بين عامي 2001 و 2006. محمد صقر أصبح آخر ما يقرب من 1,300 لاجئ من الشرق الأوسط يُحتجز في ناورو بموجب الحكومة الأسترالية «حل المحيط الهادئ» بعد إجراء تقييم أمني معاكس من قبل منظمة الأستخبارات الأمنية الأسترالية (ASIO). تم توطينه في السويد في عام 2007 من قبل المفوضية السامية للأمم المتحدة لشؤون اللاجئين لتأمين حق اللجوء في دولة ثالثة بنجاح.

## الخبرات كلاجئ
في سن ال 15، هرب محمد من النجف مع عائلته خلال المجزرة التي أعقبت الأنتفاضة الشيعية ضد صدام حسين عام 1991. وعند عودتهم، عثرت عائلته على منزلهم قد دُمر صاروخ، وأصيب محمد بقنبلة لم تنفجر بينما كان يُساعد على إزالة الأنقاض. في عام 1997، بعد سماعه شائعات بأن عائلته في خطر، تخلى محمد عن دراساته في علم الأحياء الدقيقة وفر من العراق إلى إيران مع والديه وأشقائه. في أيار / مايو 2001، غادر إيران وحده، وسافر إلى ماليزيا وإندونيسيا.
وفي أكتوبر / تشرين الأول 2001، صعد إلى أولونغ، وهو قارب متجه إلى المياه الأسترالية ويحمل 223 طالب لجوء. بعد وقت قصير من دخول المياه الأسترالية، أعترضت السفينة الأسترالية (HMAS Adelaide) أولونج، التي تم تحديدها كمشتبه في دخول غير قانوني IV (SIEV IV) من قبل الحكومة الأسترالية، وأجبرت على العودة إلى المياه الدولية. بعد غرقت SIEV IV، تم إنقاذ ركابها من قبل طاقم اديلايد. أدى غرق السفينة SIEV IV إلى فضيحة الأطفال في البحر بعد أن ادعى وزير الهجرة فيليب رودوك ووزير الدفاع بيتر ريث ورئيس الوزراء جون هاوارد زوراً أن ركاب السفينة SIEV IV قد قذفوا أطفالهم في البحر.
تم إرسال محمد صقر إلى جزيرة مانوس، بابوا غينيا الجديدة مع طالبي اللجوء من SIEV IV. وتم نقله إلى ناورو في أيلول / سبتمبر 2002.

## تقييم الأمان ASIO
أثناء وجوده في ناورو، تمت مقابلة محمد من قبل ضباط من الـASIO. في أغسطس / آب 2005، تم إبلاغ محمد صقر ولاجئ عراقي آخر، محمد فيصل، بأنهما قد تم تقييمهما على أنهما يمثلان «خطرًا على الأمن القومي الأسترالي» وبالتالي لن يسمح لهما بالأستقرار في أستراليا. ولم يتم إبلاغ محمد فيصل ولا محمد صقر بأسباب التقييم السلبي.
وأظهرت التقييمات السلبية التي أجرتها ASIO بشكل فعال صقر وفيصل بأحتمال أحتجازهما إلى أجل غير مسمى في ناورو، ورغم أقرار الحكومة الأسترالية بمخاوفهم من أضطهادهما في حالة إعادتهم إلى العراق. كما أدت التقييمات السلبية إلى تقويض محاولات مفوضية الأمم المتحدة السامية لشؤون اللاجئين لتأمين حق اللجوء لصقر وفيصل في بلد آخر غير أستراليا.

وأثناء وجوده في الحجز، أنشأ محمد صقر موقعاً على شبكة الإنترنت بعنوان لاجئون تُركوا في ناورو، نشر عليه صوراً لمخيم اللاجئين شبه المهجور، ووصف التحديات النفسية التي واجهها اللاجئان الأخيران المتبقيان في الجزيرة:

قد يكون هناك أشخاص ليسوا على علم بالمعنى الحقيقي لكلمة «الأحتجاز». ببساطة تعني بأنك لا تملك حياتك بعد الآن، أو بعبارة أخرى، لا يمكنك أن تشعر بأنك على قيد الحياة بعد الآن. خاصة عندما تعقد في نفس الوضع لفترة طويلة دون أي علامات على أي تغييرات قد تحدث في المستقبل القريب.

في سبتمبر / أيلول 2006، أصبح فيصل أنتحارياً وتم نقله إلى مستشفى في بريزبان، أستراليا، حيث كان بإمكانه تقديم طلب للحصول على اللجوء مباشرةً إلى الحكومة الأسترالية. وقد أثار هذا تقييمًا أمنيًا ثانيًا للهيئة، حيث وجد بأن فيصل لم يمثل خطراً على الأمن القومي. في أوائل عام 2007 حصل فيصل على تأشيرة دائمة وتم السماح له بالبقاء في أستراليا. ومع ذلك، يبقى تقييم صقر السلبي سليماً.

## قضية المحكمة الأتحادية
في فبراير / شباط 2006، أطلق صقر وفيصل دعوى مدنية ضد المدير العام للأمن، بول أوسوليفان في المحكمة الفيدرالية الأسترالية، بحثًا عن أوامر لقمع التقييمات الأمنية السلبية.
في 3 نوفمبر / تشرين الثاني 2006، أفادت «إيه بي سي» بأن محمد صقر ومحمد فيصل، مع ناشط السلام الأمريكي الراحل سكوت باركين، فازوا «بالحق في معرفة السبب الذي منحتهم إياها تقييمات أمنية سلبية». أستأنفت ASIO لاحقاً إلى المحكمة الكاملة. ومن المقرر بأن يصدر القضاة ريان، ونورث وجيسوب حكمهم في 18 يوليو.

## التسوية في السويد
في كانون الأول / ديسمبر 2006 وافقت الحكومة السويدية على السماح لمححمد صقر بالأستقرار في البلد. في فبراير من العام التالي غادر ناورو. ويعيش حالياً في أورنشولدسفيك، وهي مدينة في شمال السويد.

## وصلات خارجية
- Archive of Refugees Left on Nauru website, 20 July 2006.
- Editorial: Then there was one. Australia stands ashamed., The Age, 30 September 2006.
- Living in Limbo, The Age, 30 September 2006.
- Michael Gordon, Last man standing, Sydney Morning Herald, 30 September 2006.
- AAP, Visa wrangle over last man standing, Sydney Morning Herald, 3 October 2006.
- AAP, Labor demands return of Nauru detainee, Sydney Morning Herald, 4 October 2006.
- Michael Gordon, Nauru sets record refugee visa fee, The Age, 4 October 2006.
- Nick Squires, He's the last man standing on refugee island and costs Australia £8m a year, Daily Telegraph, 6 October 2006.
- Michael Gordon, Will this man lose the will to live?, The Age, 11 October 2006.
- Nick Squires, Stranger on a strange island, Christian Science Monitor, October 18, 2006
- Michael Gordon, Loneliest refugee finds a home, The Age, 4 December 2006.
- Michael Gordon, Last Nauru detainee's agony ends, Sydney Morning Herald, 4 December 2006.
- Susan Metcalfe, Last man standing, New Matilda, 6 December 2006.
- Michael Gordon, In a Swedish spring, a life snap-frozen thaws, The Age, 12 May 2007.
- James Button, A long road to justice, The Age, 4 August 2007.